# Femi Adebayo
Pour les articles homonymes, voir Adebayo.
Femi Adebayo, né le 31 décembre 1972 à Lagos, est un acteur, réalisateur et producteur nigérian, tournant depuis 1995 à Nollywood.

## Biographie
Il est né à Lagos, au sud-ouest du Nigeria, mais il est originaire de Ilorin, dans l'État de Kwara. Il a etudié à l'Université de Ilorin où il obtient un diplôme en droit et une maîtrise ès arts (M. A)  en Théâtre.

## Carrière
Il a commencé sa carrière en 1995 où il apparaît dans un film intitulé « Owo Coup ». Il a joué dans plusieurs films nigérians, remportant ainsi quatre prix comme le meilleur acteur yoruba à la 17e édition de African Movies Award, populairement connu comme le prix Afro Hollywood à la mairie de Stratford à Londres. Il a également remporté un prix dans la même catégorie lors de la Nollywood Broadcasting Organization of Nigeria Awards en 2012,.

## Récompenses et distinctions
- En 2015 : lors de la City People Entairnment Award, il est nommé meilleur producteur du film yoruba de l'année.

## Filmographie
- 2014 : October 1
- 2013 : Ayitale
- 2011 : Ladies Gang 2
- 2009 : Atónà
- 2008 : Omo pupa
- 1995 : Owo blow
- 2015 : Tania
- 2015 : Iya Alalake
- 2015 : Alagbaa
- 2015 : Onise Iku
- 2015 : Omo University
- 2015 : Ounje Ale
- 2015 : Omo Ekanu
- 2015 : Anni